# Scania 4-serie
Scania 4-serie är en serie med tunga lastbilar tillverkade av Scania. Serien är efterträdare till 3-serien, och kom med en serie av olika motorer, tre hytter och fyra olika chassin.

## Historik
Serien lanserades år 1995 och efterträddes 2004 av P/G/R-serien i Europa, men produktion fortsatte i Brasilien fram till 2007. Serien designades av Bertone.
Serien vann priset Truck of the Year 1996.

## Beteckningar
4-serien kom med en serie av olika motorer, från 9-liter rak-5:a till 14 liters V8. Med 4-serien kom även två nya motorer, 12-liter rak-6:a och 16-liter V8. Som vanligt för 1-4-serierna är modellnamnet taget från motorvolym och vilken generation lastbilen är. Till exempel är en 4-serie med Scania 14-liters motor kallad 144.
Bokstäverna som följer siffrorna beror på vilken chassityp lastbilen har, men på 4-serien ändrades detta till skillnad från tidigare serier. På 4-serien benämndes det istället L, D, C och G, istället för M, H och E som på 2- och 3-serien. Det tresiffriga numret på andra sidan kylarmaskeringen står för hur mycket hästkrafter lastbilen har, vilket varierade från 220 till 580 hk.

## Design
4-serien är känd för sin front med dess kvadratiska, runda och böjda former. Den nya hyttdesignen delade även kylarmaskeringen horisontellt i två, vilket gjorde den nedre delen nedfällbar som kunde användas som en bänk eller en plattform för att tvätta vindrutan.

## Galleri

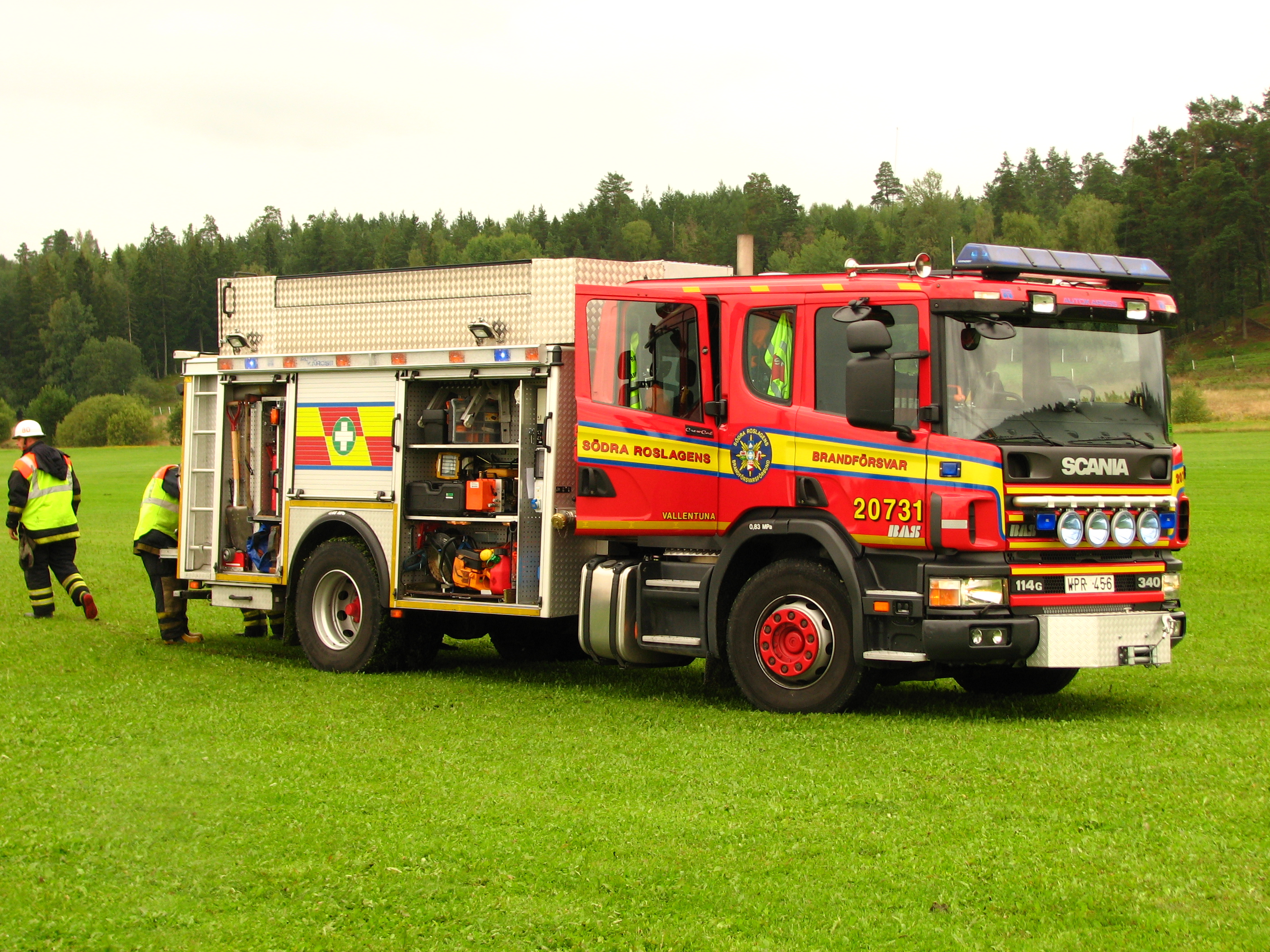
Scania 114G 340 som brandbil.
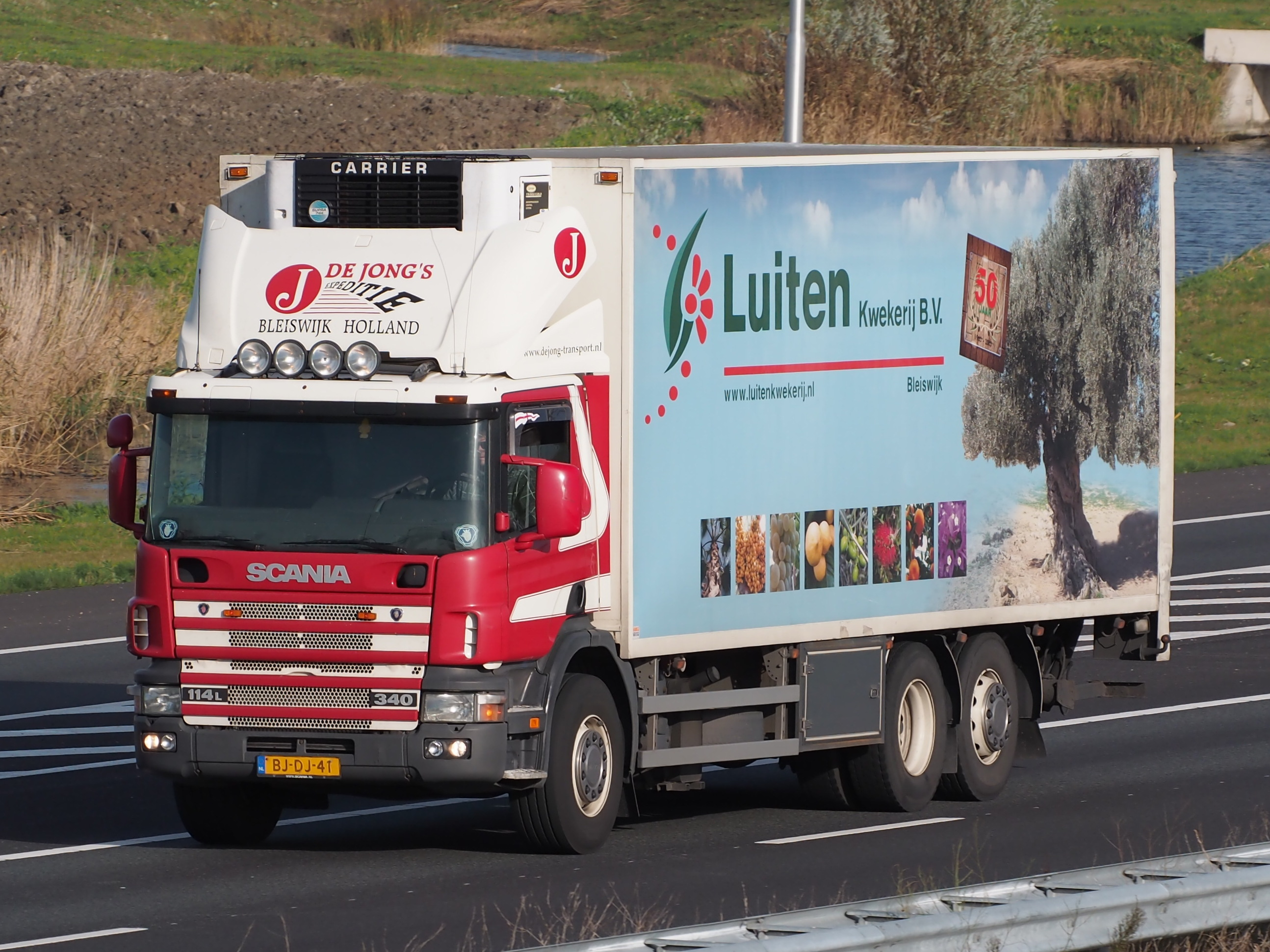
Scania 114L 340 nära Hoofddorp, Nederländerna.
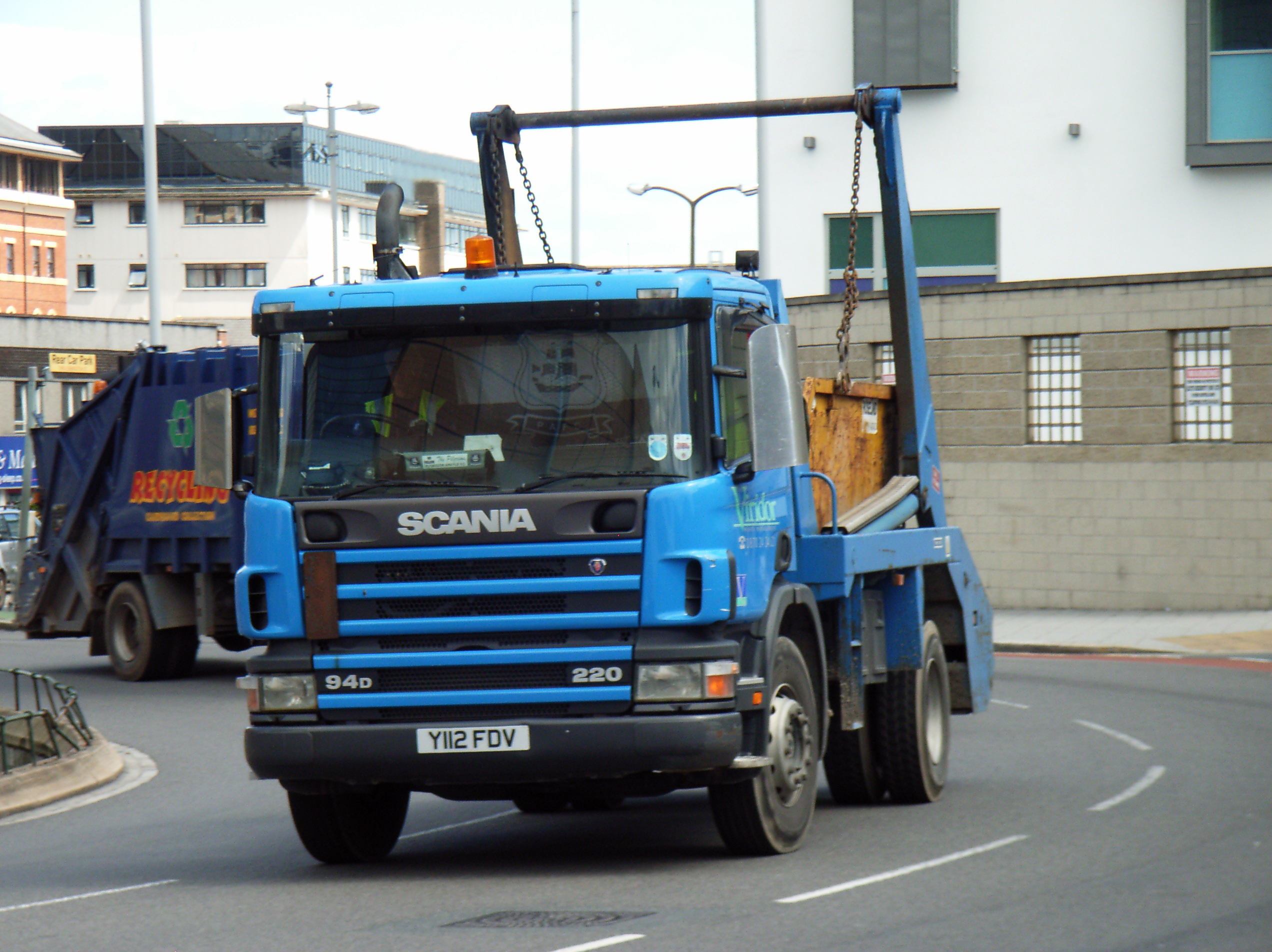
Scania 94D 220 med liftdumper.
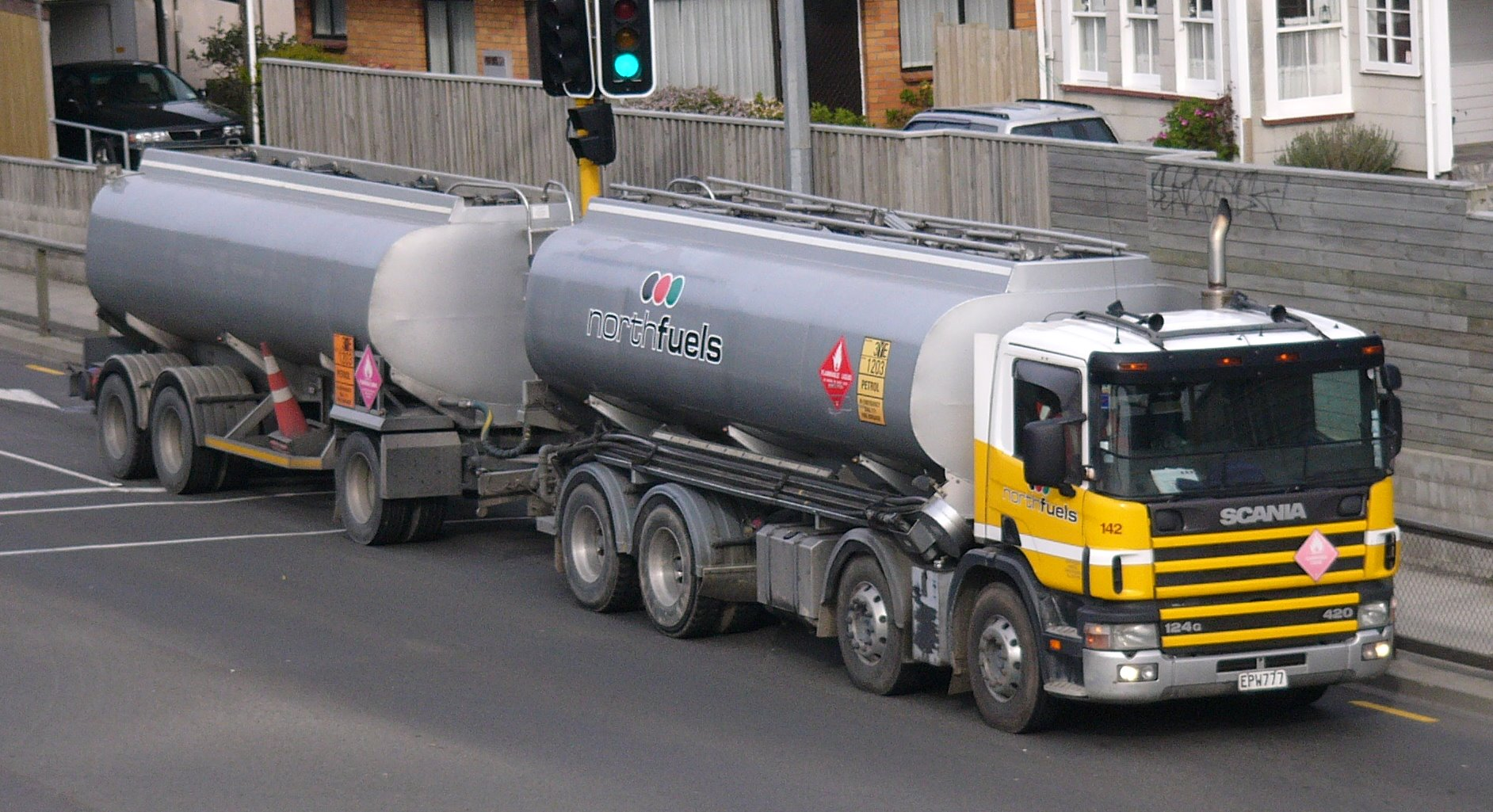
Scania 124G 420 med 8x4-chassi i Nya Zeeland.
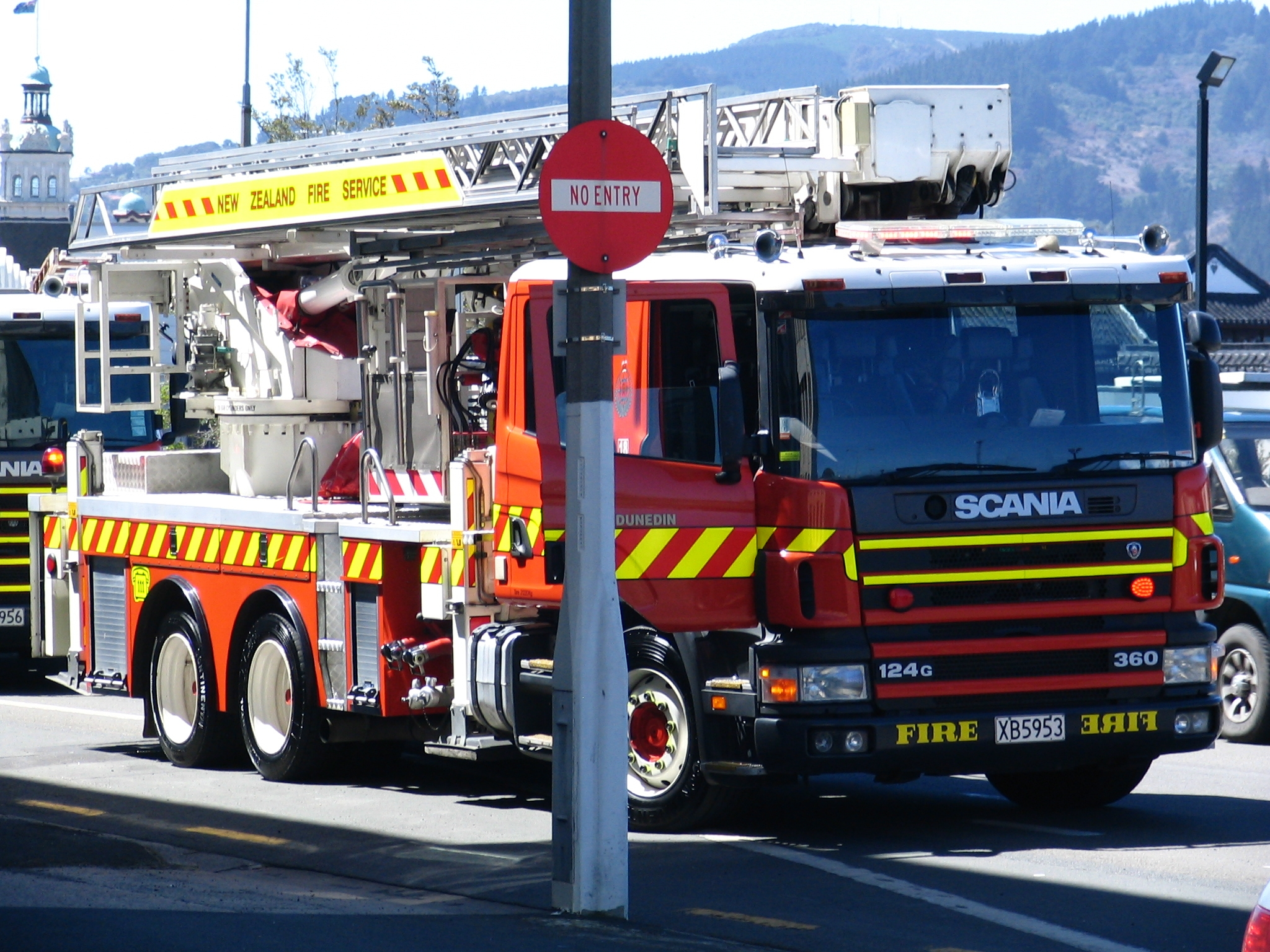
Scania 124G 360 stegbil i Dunedin, Nya Zeeland.
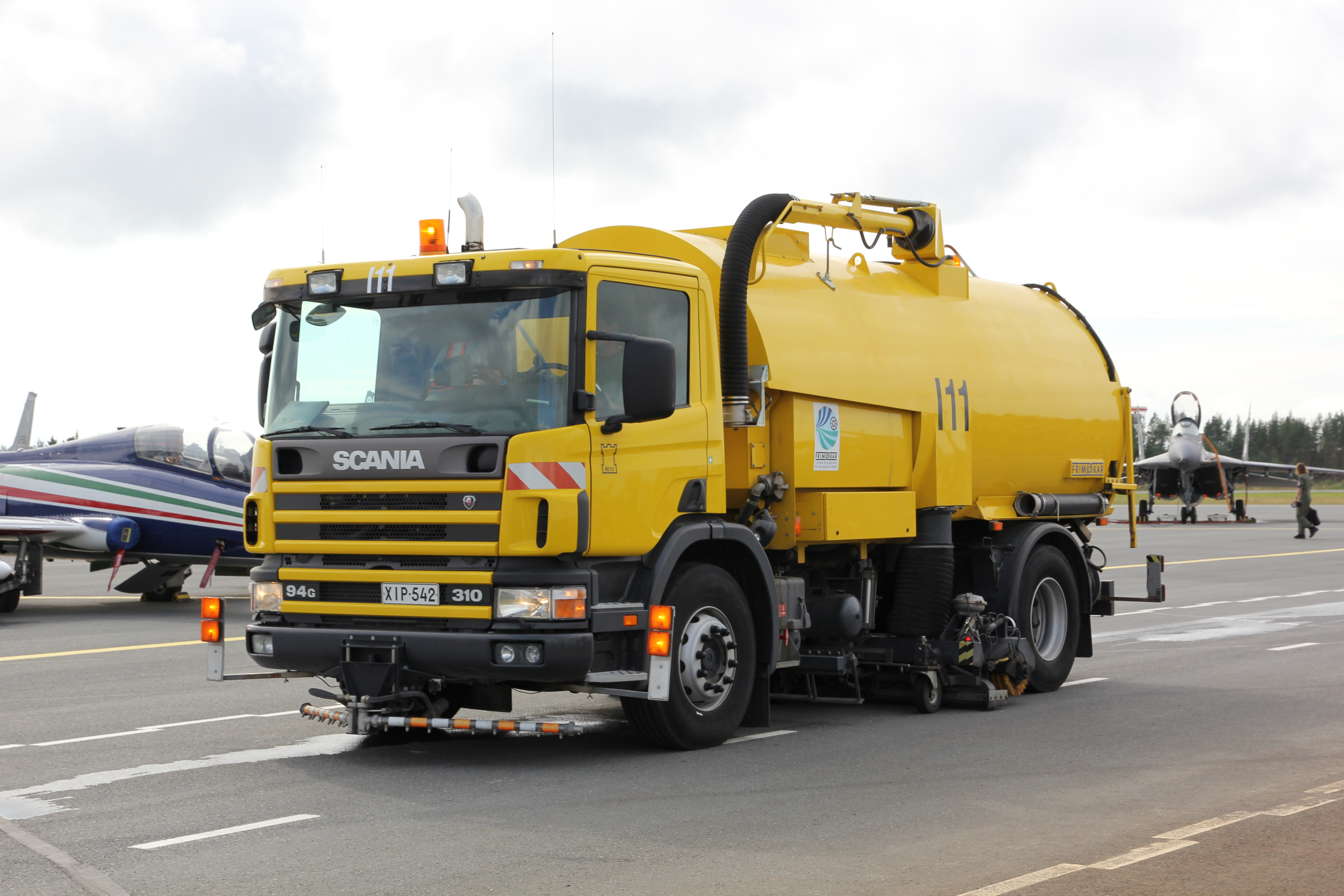
En Scania 94G 310 som arbetsfordon vid Uleåborgs flygplats.
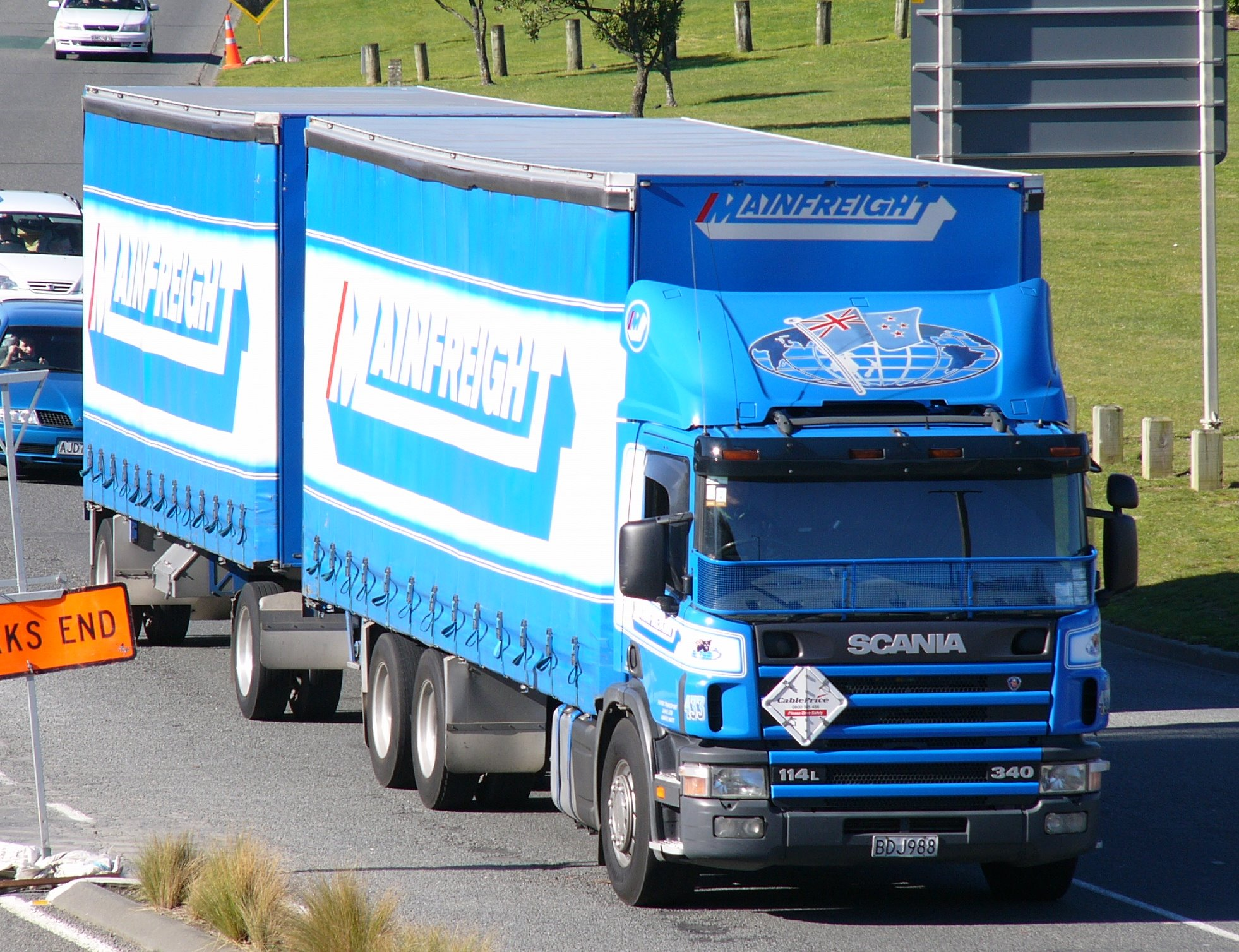
Scania 114L 340 i Nya Zeeland.
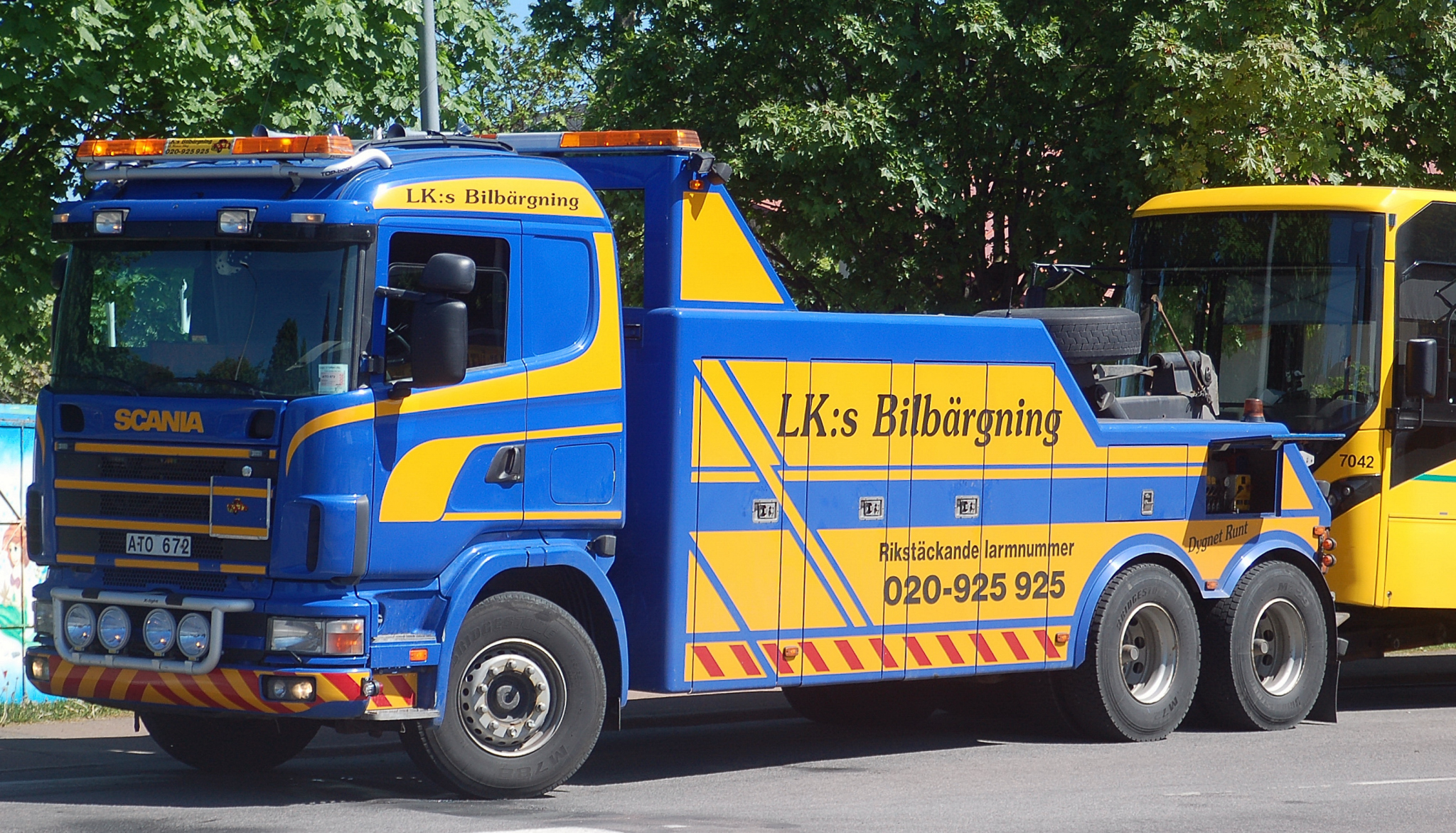
Scania 144R 530 från 1996 som tungbärgare.
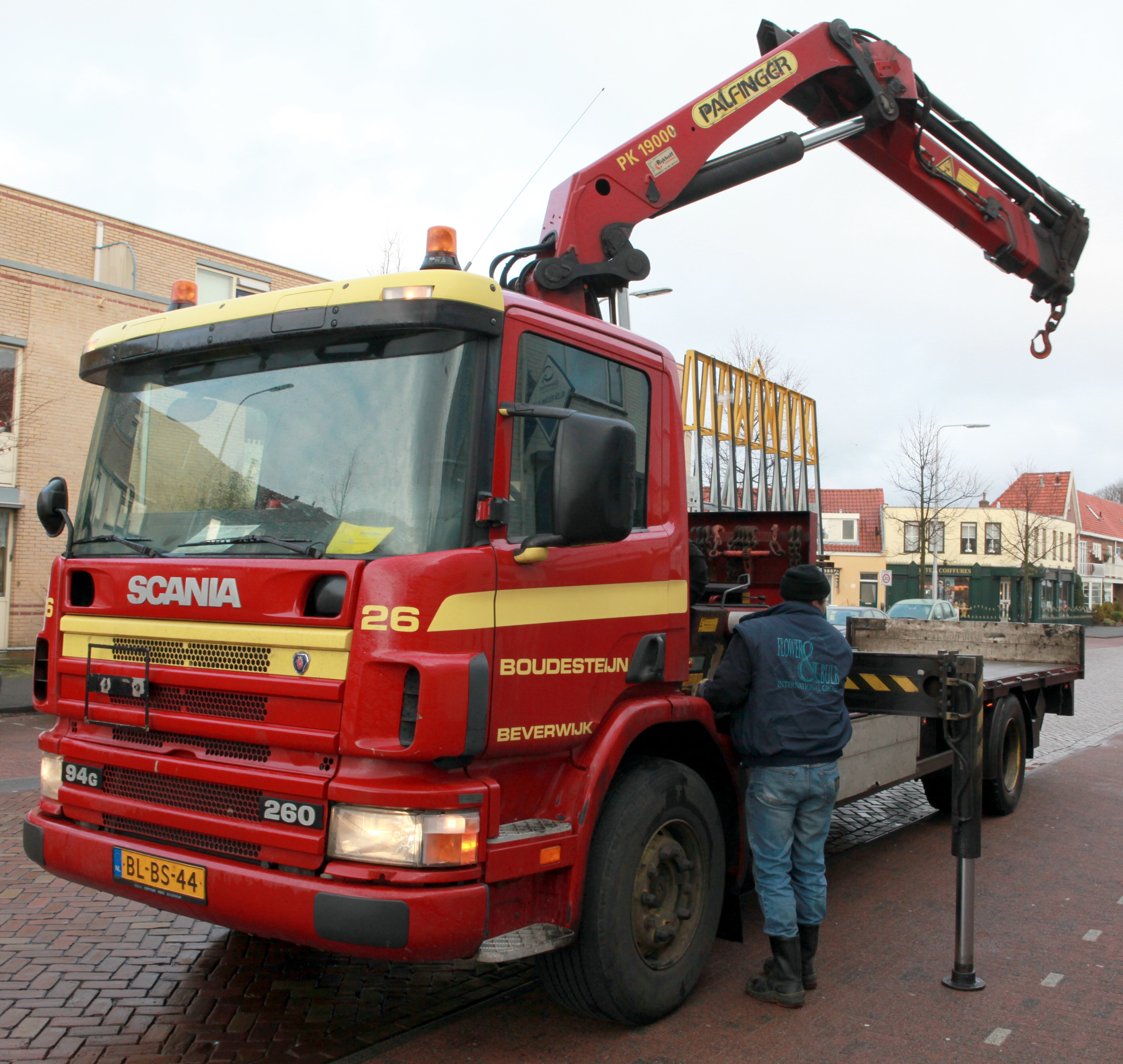
Scania 94G 260 kranbil.
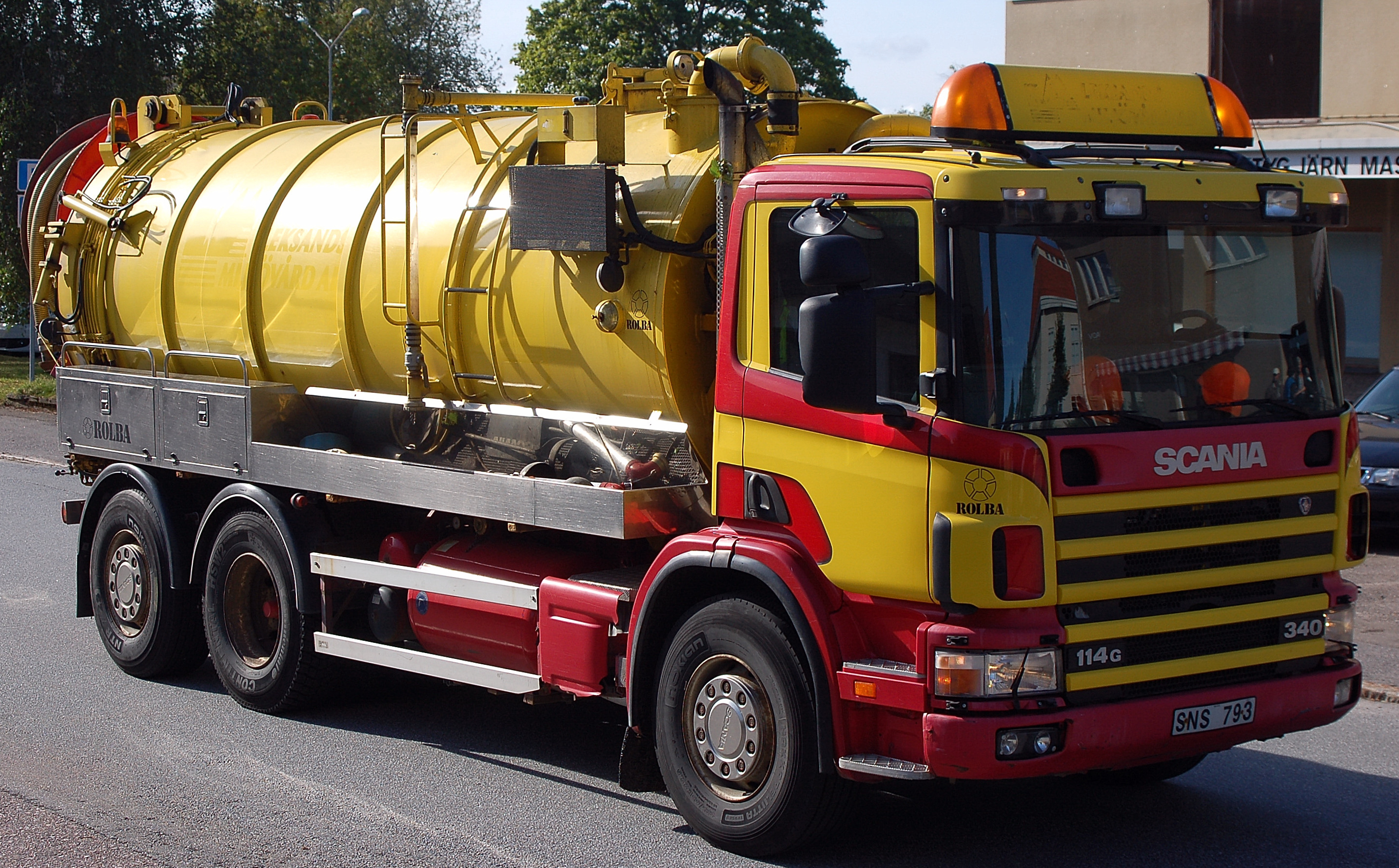
Scania 114G 340 från 2002 som tankbil.
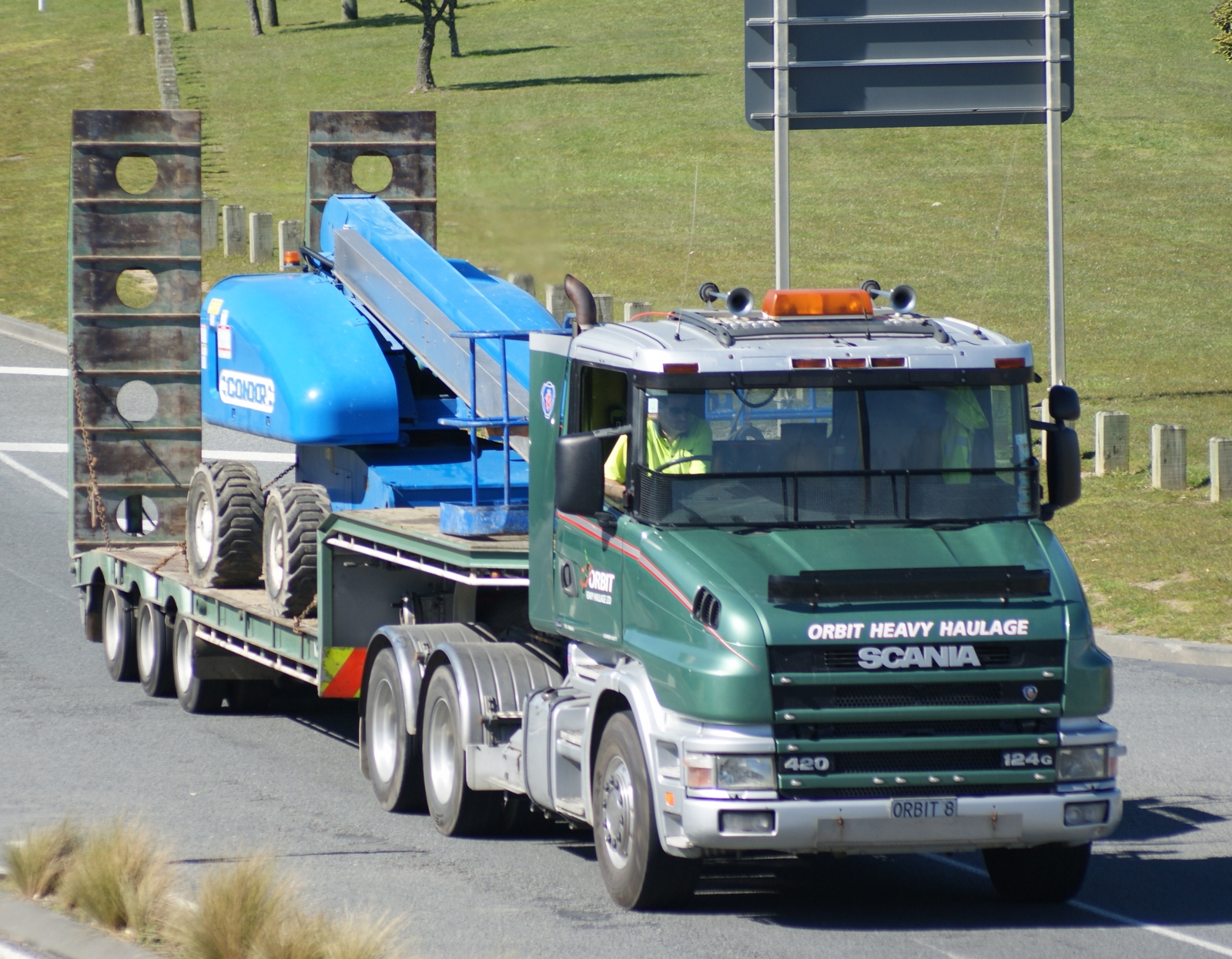
Scania 124G 420 i Nya Zeeland.
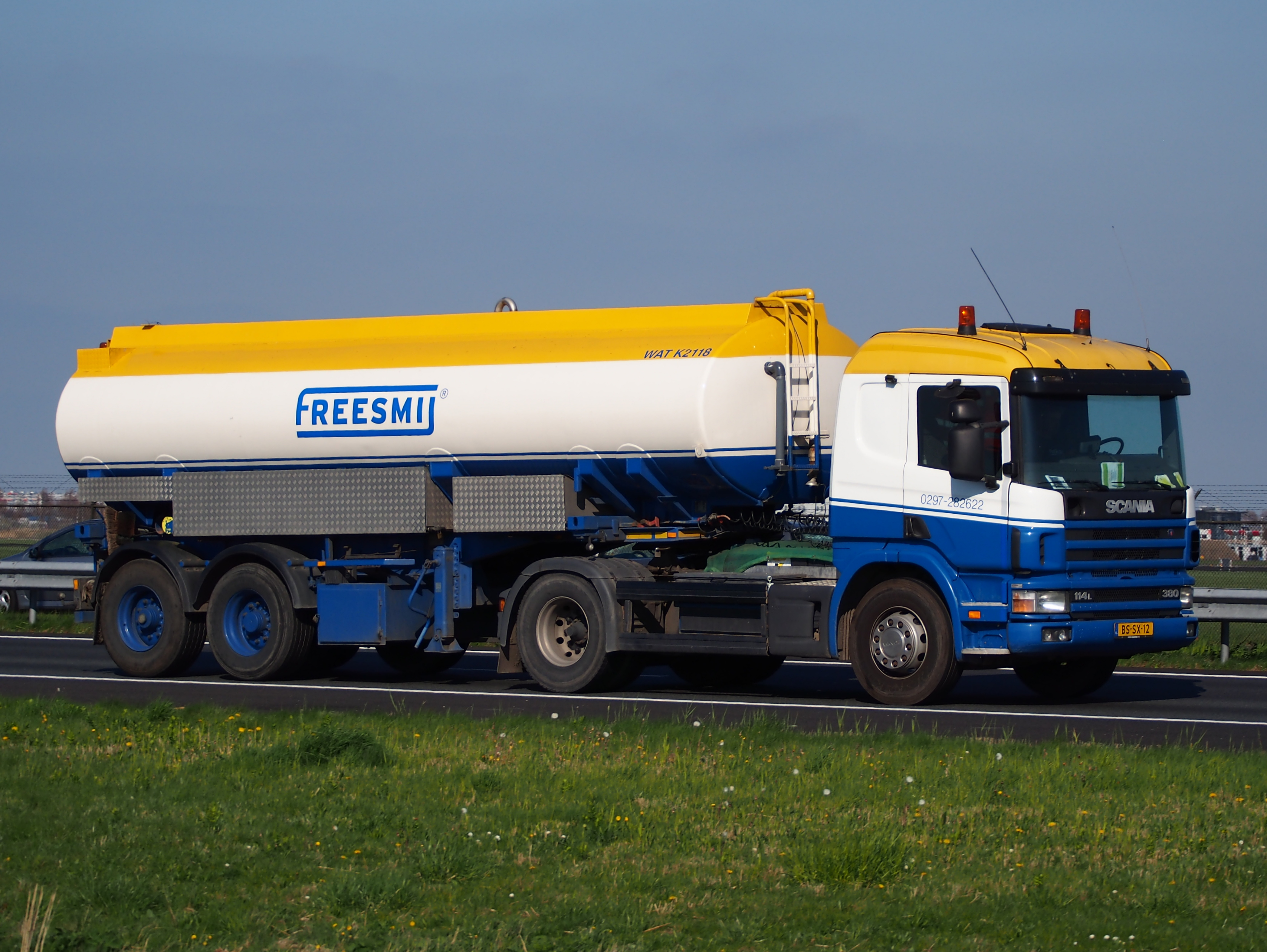
Scania 114L 380 med tankpåhängsvagn.